# Масований ракетний обстріл України 7 лютого 2024
7 лютого 2024 року у рамках російського вторгнення в Україну російські військові завдали масованого ракетного удару по містах України. Було застосовано крилаті та балістичні ракети. Силами протиповітряної оборони України збито 29 ракет, а також 15 ударних БпЛА типу Shahed-131/136. Російські авіаудари забрали п'ять життів (чотири в Києві та одне в Миколаєві). Ракетна атака обійшлась Росії у 423,4 млн доларів.

## Хід подій
Близько 6:00 (UTC+2) години ранку крилаті ракети залетіли в Україну зі сходу та півдня кількома хвилями, по всій країні лунала повітряна тривога.
Ще одна група ракет залетіла в Україну близько 7:40 ранку з напрямку Курської області та півдня.

## Обстріли

### Київ

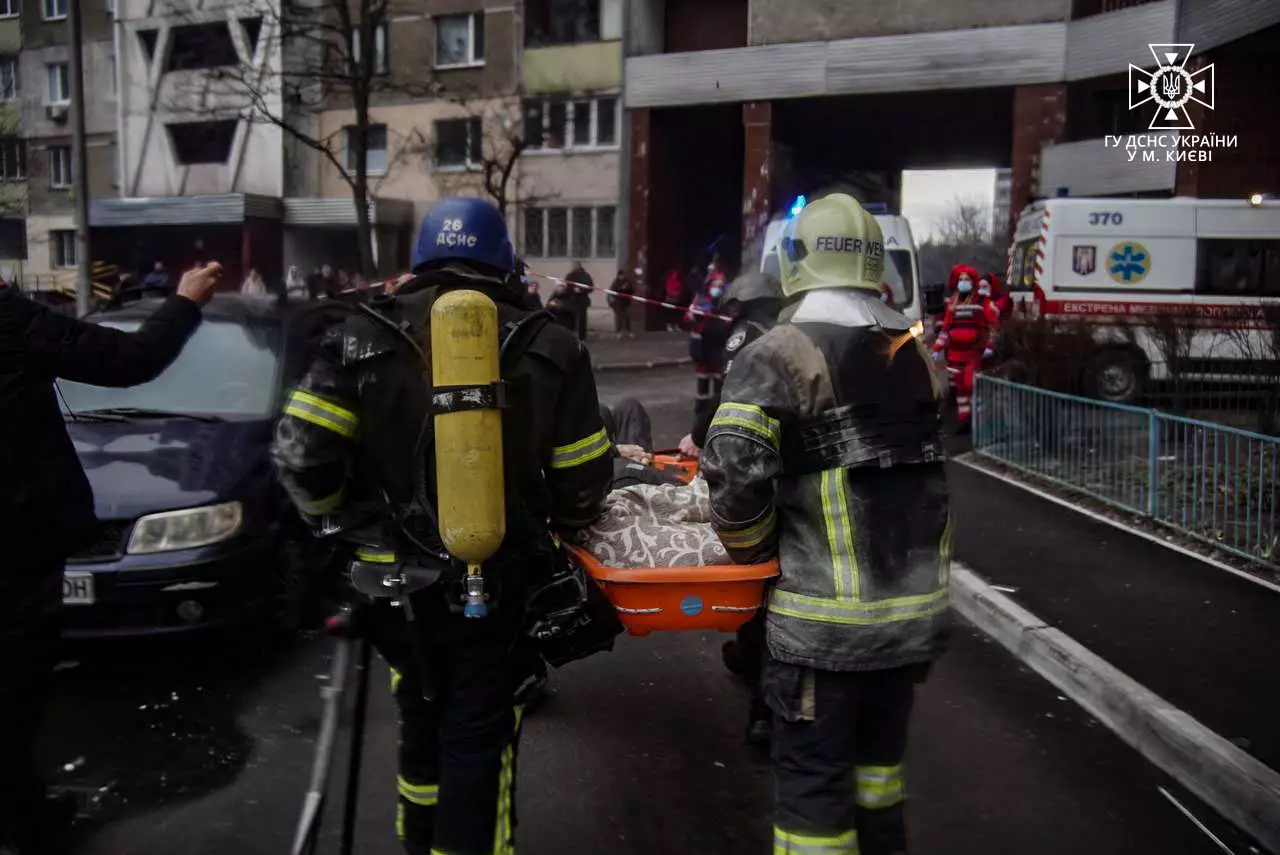
Рятувальники рятують постраждалих у Києві

Із багатоповерхівки в Голосіївському районі госпіталізували 10 осіб. Серед них — вагітна жінка. Ще 2 постраждалих госпіталізували в Дніпровському районі, написав мер Києва. Внаслідок повітряної атаки російських окупаційних військ на Київ загинули 6 людей, понад 39 постраждали.
Під час ранкового ракетного удару по Києву, було вперше застосовано протикорабельну крилату ракету 3М22 «Циркон» та  крилата ракета класу «повітря-поверхня» Х-69.

### Миколаїв

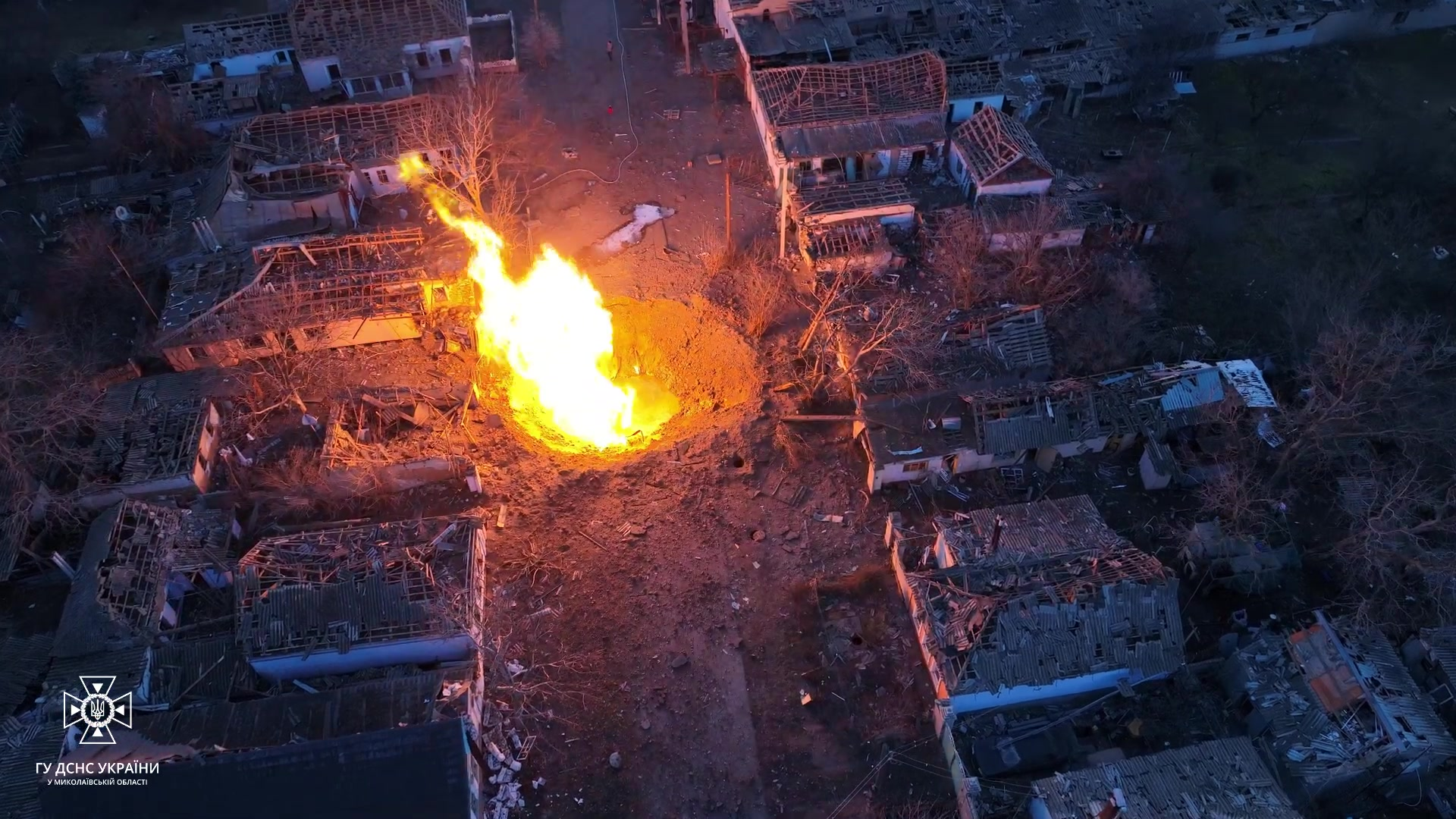
Воронка на вулиці Миколаєва

Мер Миколаєва заявив про пошкодження близько 20 приватних будинків, також було пошкоджено газо- та водопровід. Одна людина померла у лікарні після важкої черепно мозкової травми.

### Дніпропетровщина

#### Новомосковськ
У Новомосковську через падіння уламків та влучання решти БпЛА є руйнування на території комунального підприємства, пошкоджені будівлі та авто, без жертв.

#### Павлоградський район
У Павлоградському районі було влучання ракети в інфраструктурний об’єкт, без жертв.

### Харківщина
Зафіксовані влучання у Слобідському районі Харкова. Є пошкодження нежитлової інфраструктури. Легкі ушкодження отримала 52-річна жінка, заявив голова Олег Синєгубов. Згодом виявилося що росіяни застосували дві північнокорейські балістичні ракети KN-23 для ударів по Харкову.

### Львівщина

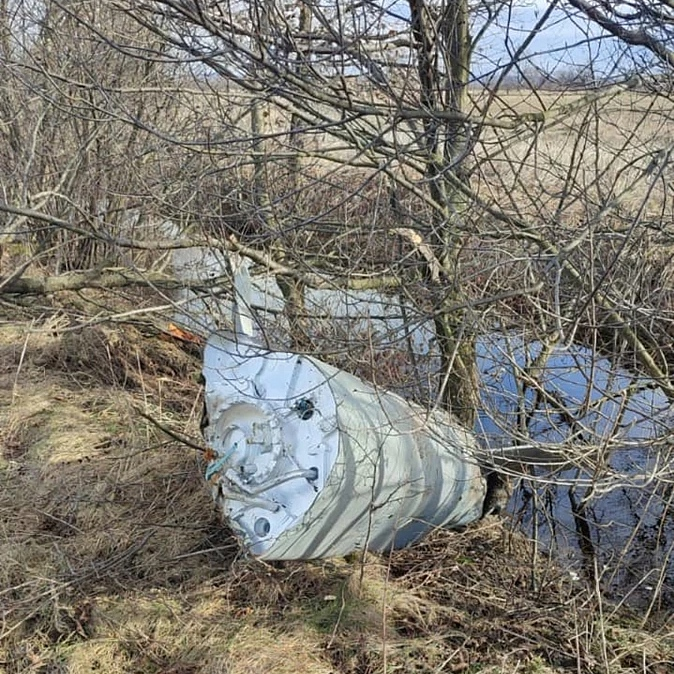
Уламки збитої ракети у Львівській області

За інформацією голови Львівської обласної військової адміністрації Максима Козицького, приліт був у промисловий об'єкт у Дрогобичі, будівля була частково зруйнована. На площі близько 300 м² зайнялася пожежа. Інформації про постраждалих чи загиблих немає.

## Статистика
| Регіон                                               | Місце                                                | Зброя                                                | К-ть  | Влучання, загиблі/поранені                                                                          |
| ---------------------------------------------------- | ---------------------------------------------------- | ---------------------------------------------------- | ----- | --------------------------------------------------------------------------------------------------- |
| Харківська обл.                                      | Харків                                               | С-300                                                | 5     | завдано удари по Слобідському району Харкова, пошкоджено будівлі цивільних підприємств, жертви: 0/3 |
|                                                      |                                                      |                                                      |       | |
| Дніпропетровська обл                                 | Новомосковськ                                        | Shahed 136                                           | 15/20 | руйнування на території комунального підприємства, жертви: 0/0                                      |
| Миколаївська обл.                                    | Миколаїв                                             | Shahed 136                                           | 15/20 | внаслідок влучань пошкоджено близько 20 житлових будинків, жертви: 0/1                              |
|                                                      |                                                      |                                                      |       | |
| Львівська обл.                                       | Дрогобич                                             | Х-101*, 3M22, Іскандер-М, Калібр, Х-69               | 29/39 | влучання у промисловий об'єкт, жертви: 0/0                                                          |
| Київ                                                 | Київ                                                 | Х-101*, 3M22, Іскандер-М, Калібр, Х-69               | 29/39 | пошкодження від падіння уламків на житлові будинки, жертви: 4/35                                    |
| Київська обл.                                        | Київська обл.                                        | Х-101*, 3M22, Іскандер-М, Калібр, Х-69               | 29/39 | пошкодження від падіння уламків у 8 населених пунктах, жертви: 0/0                                  |
| Дніпропетровська обл.                                | Павлоградський р-н                                   | Х-101*, 3M22, Іскандер-М, Калібр, Х-69               | 29/39 | влучання в інфраструктурний об’єкт, жертви: 0/0                                                     |
| Миколаївська обл.                                    | Миколаїв                                             | Х-22                                                 | 29/39 | 40 приватних будинків зазнали руйнувань, жертви: 1/12                                               |
| Харківська обл.                                      | Харків                                               | KN-23                                                | 29/39 | росіяни застосували дві північнокорейські балістичні ракети KN-23 для ударів по Харкову             |
| Україна загалом (не рахуючи систем С-300/C-400)      | Україна загалом (не рахуючи систем С-300/C-400)      | Україна загалом (не рахуючи систем С-300/C-400)      | 29/39 | Жертви: 5+/51+                                                                                      |
| Відсоток ракет, перехоплених ППО та іншими засобами: | Відсоток ракет, перехоплених ППО та іншими засобами: | Відсоток ракет, перехоплених ППО та іншими засобами: | 74 %  | 74 %                                                                                                |

## Реакції
- Президент України Володимир Зеленський висловив співчуття всім хто втратив близьких, і подякував всім причетним до ліквідації наслідків обстрілів. Також наголосив що терористи мають відчути наслідки своїх дій.
- Посол США в Києві Бріджит Брінк наголосила на потребі виділення американської безпекової допомоги для України без зволікань. "У Києві та по всій країні чоловіки, жінки та діти прокинулися від чергової масованої російської ракетної та безпілотної атаки. Ми покладаємось на протиповітряну оборону України та героїчних військовослужбовців, які захистять нас усіх. Не можна гаяти часу. Україна потребує нашої безпекової допомоги зараз".[29]
- Міністр оборони Польщі Владислав Косиняк-Камиш відреагував на масовану атаку: "Росія проводить дуже масовану атаку, і вона підготувалася до неї. Вона компенсувала втрати, яких зазнала на початку війни, а це було два роки тому, вона перевела виробництво на військовий лад, у неї є союзники, як-от Північна Корея, які постачають їй величезну кількість боєприпасів"[30]